# 希臘羅馬博物館

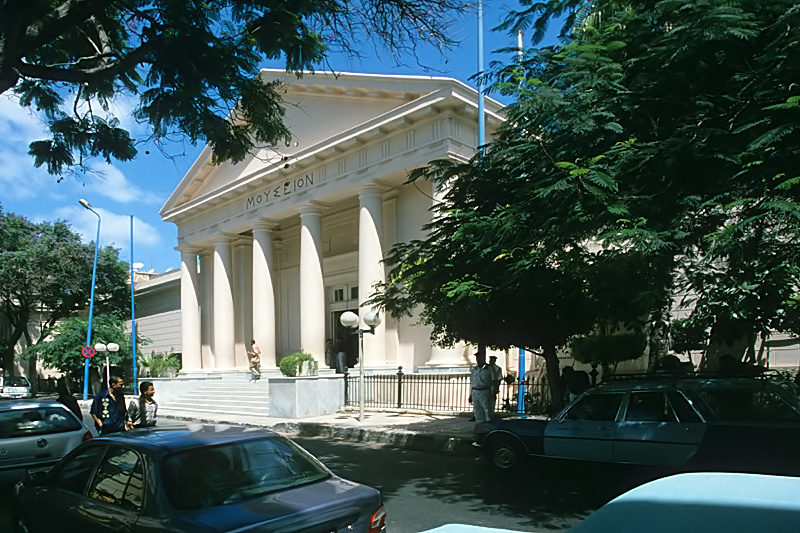
主入口

希臘羅馬博物館（Greco-Roman Museum）是位於埃及亞歷山卓的考古博物館。

## 歷史
希臘羅馬博物館設立於1892年，最初建於五間房的套間內，位於當年的羅塞塔街（後來變成卡諾普大道和現在的霍里亞）的一棟小建築裡面。1895年遷移到另一棟更大的建築，位於賈邁勒·阿卜杜勒·納賽爾街附近。第一任館長是Giuseppe Botti，任職時間為1904年到1932年，接任者為Evaristo Breccia ，其後是Achille Adriani。該博物館於1895年由阿拔斯二世舉行落成儀式。該博物館主編了《亞歷山卓考古學會公報》。
博物館內藏有多件可追溯至公元前3世紀希臘-羅馬（托勒密）時代的藏品，如以黑色花崗岩製作的阿匹斯雕塑、古埃及人的聖公牛、木乃伊、石棺、緙織掛毯以及其他展示希臘-羅馬文明與古埃及接觸的物品。
希臘羅馬博物館的藏品來自亞歷山卓富人的捐贈，以及該鎮及其周邊地區的挖掘成果。某些藏品來自開羅古物組織（尤其是法老時期的古物）以及21世紀初在法尤姆和本哈薩進行的各種挖掘。希臘羅馬博物館坐落在一棟歷史悠久的建築內，其美麗的新古典主義風格立面由六根柱子和三角楣飾組成，上面刻有巨大的希臘銘文「MOYΣEION」（MOUSEION）。希臘羅馬博物館博物館由27個展廳和一座迷人的花園組成，精彩介紹了埃及的希臘羅馬時期。
該博物館自2005年起因整修而關閉，截至2017年6月仍以腳手架圍繞。2022年2月，最高文物委員會秘書長穆斯塔法·瓦齊里（Mostafa Waziri）表示，博物館將在幾個月內開放。

## 圖庫

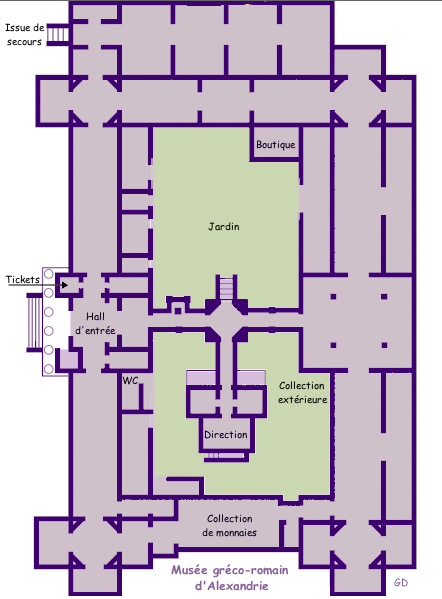
樓層平面圖
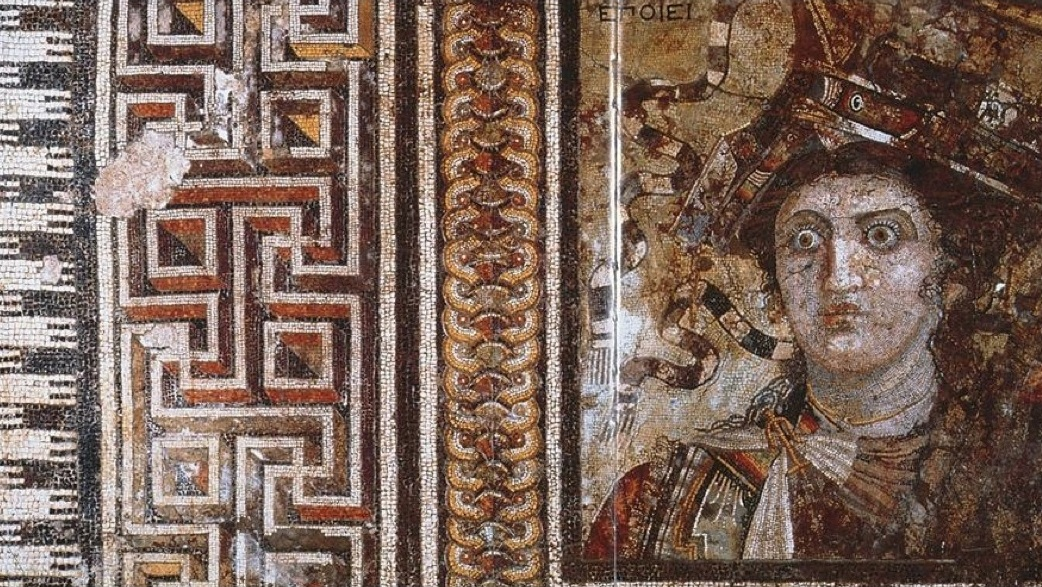
描繪貝勒尼基二世的馬賽克，希臘化藝術家索菲洛斯署名，創作於公元前200年左右
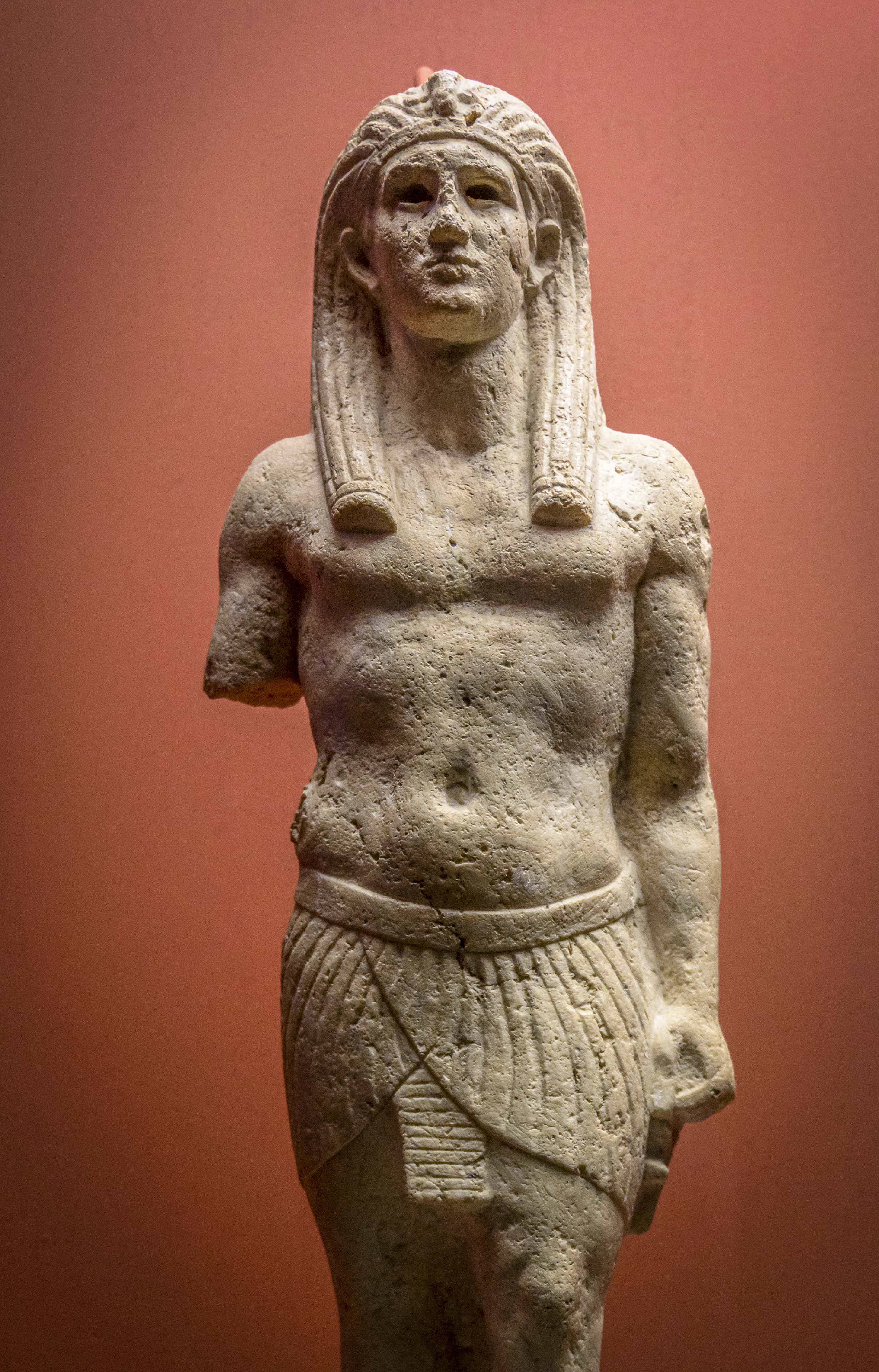
公元2世紀的大理石製奧西里斯-安提努斯
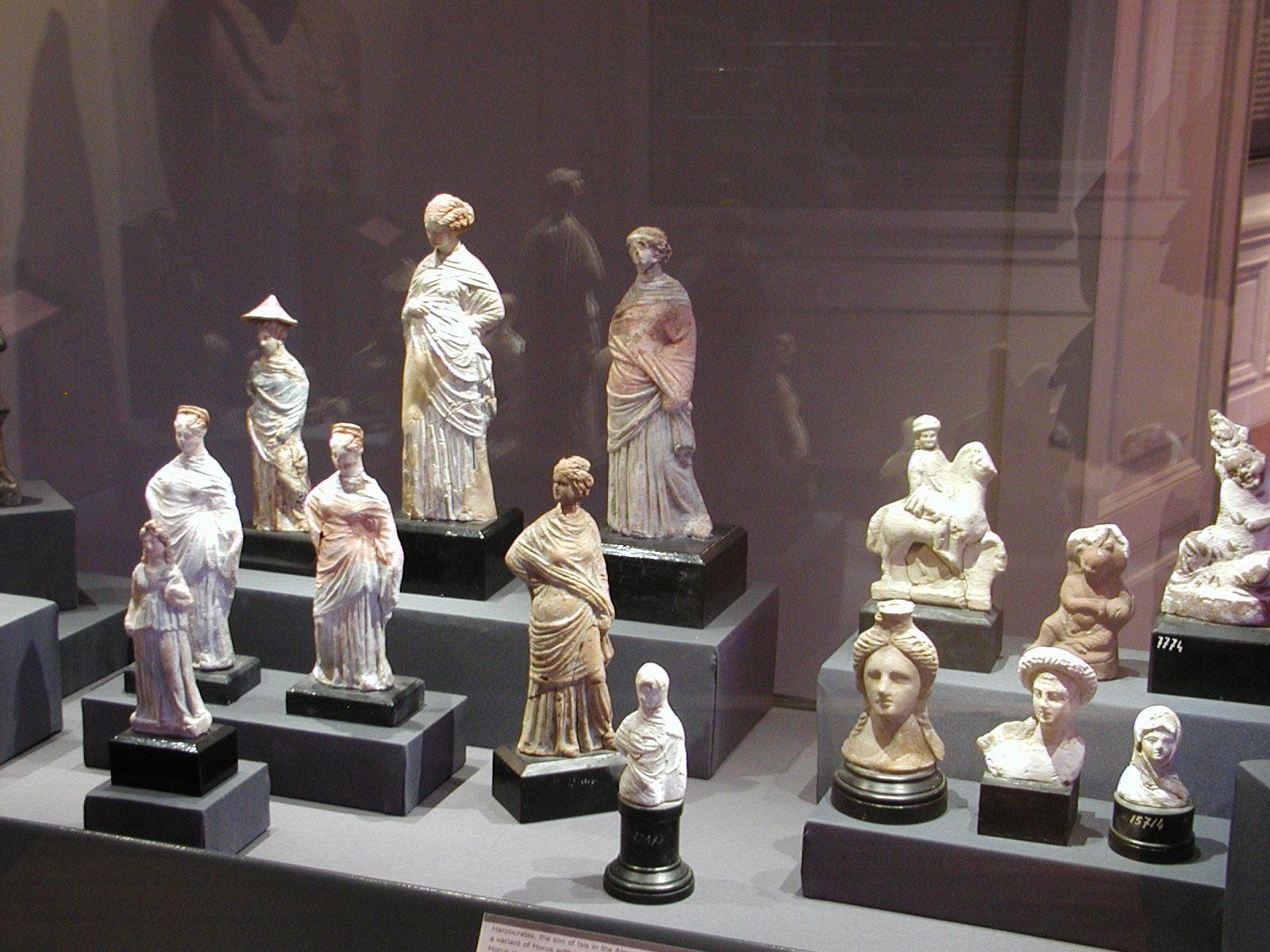
小雕像
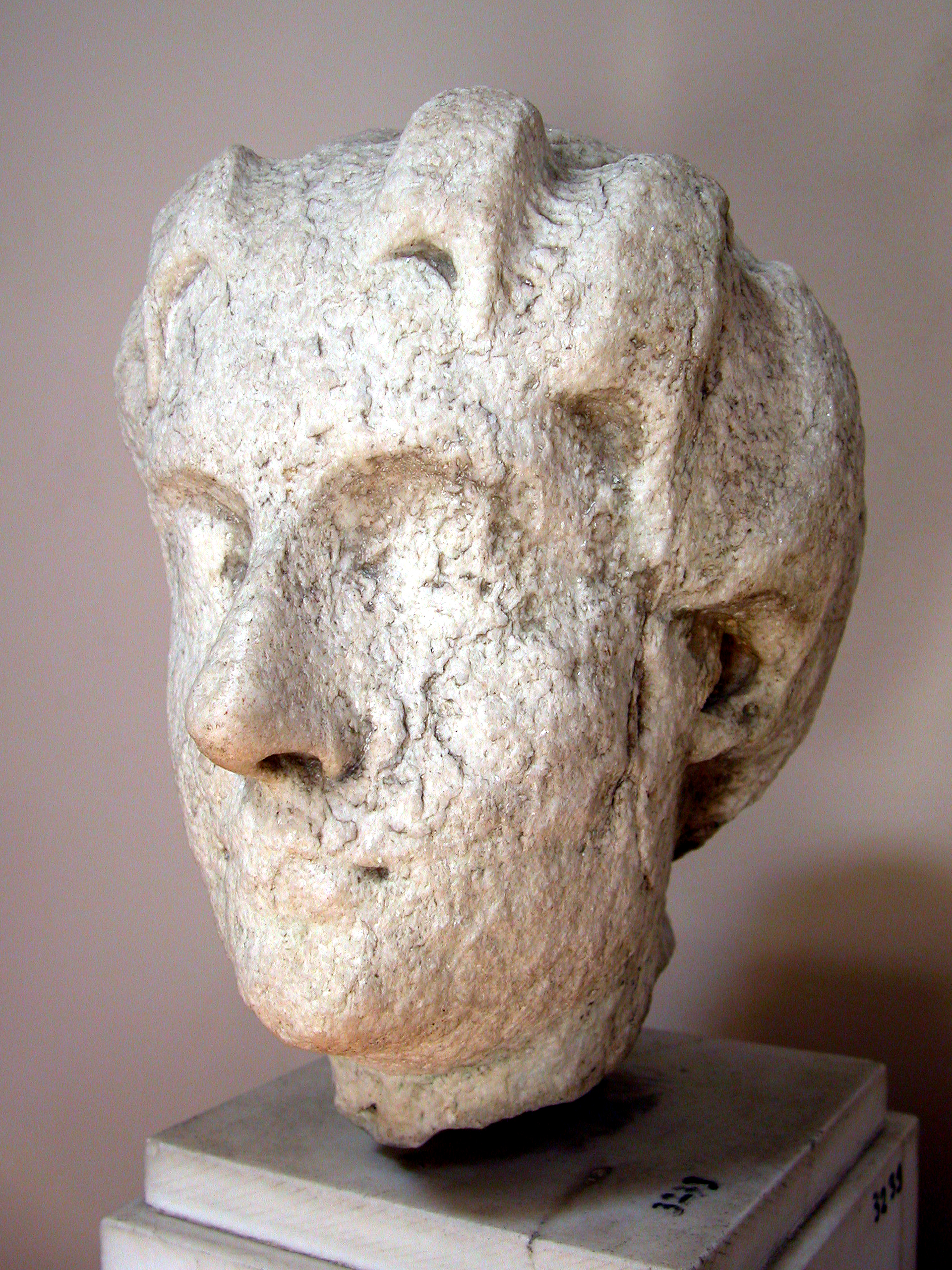
克麗奧佩脫拉
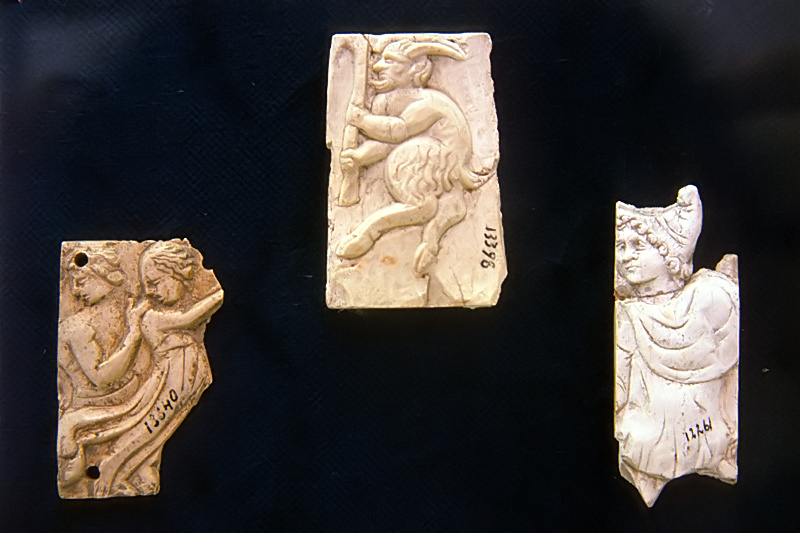
雕刻的骨飾板
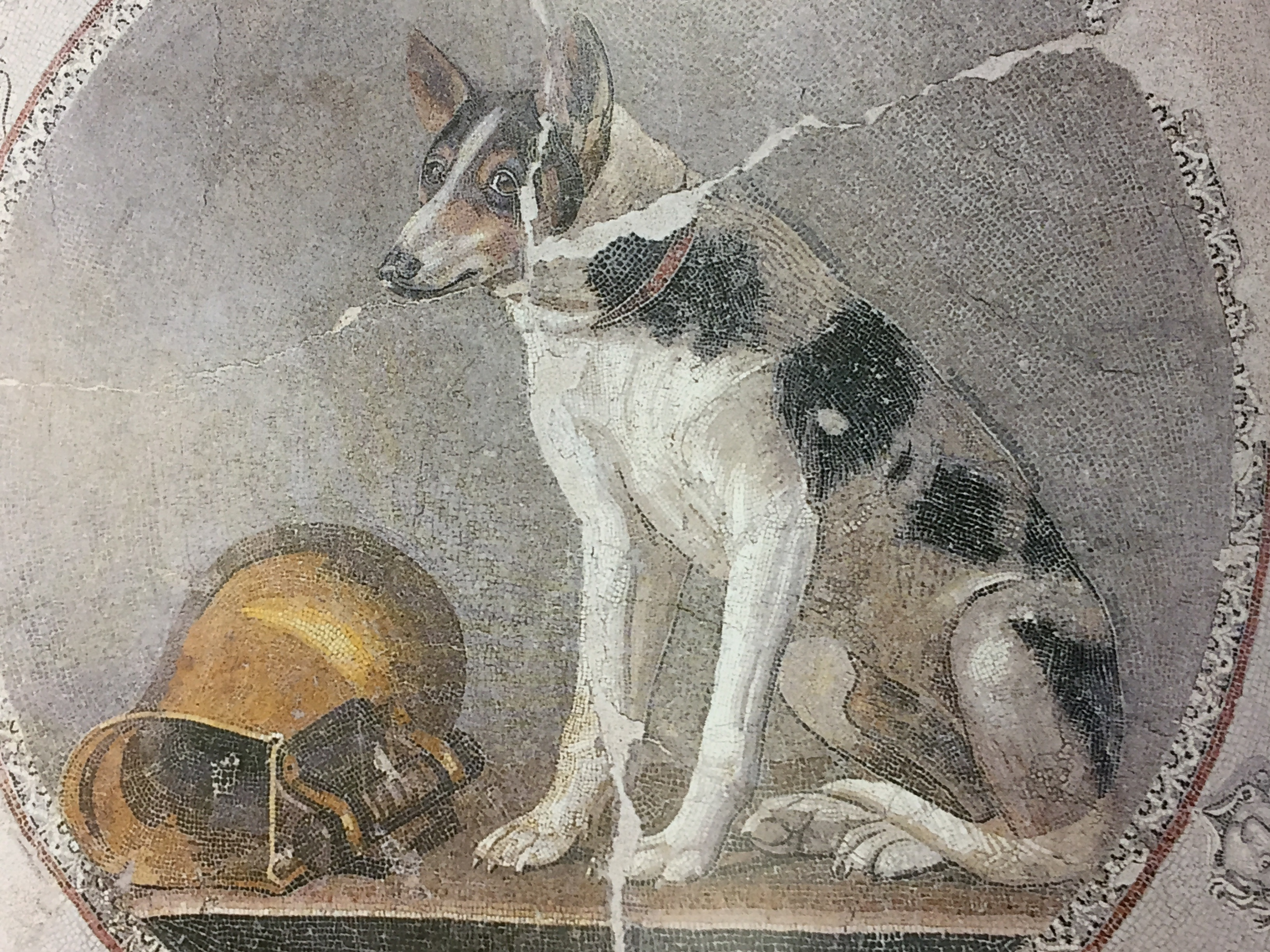
地板馬賽克的圓形圖案，裝飾了狗和鍍金的阿斯科斯壺（英语：askos），埃及亞歷山卓

## 外部連結
- Supreme Council of Antiquities Museums: The Graeco-Roman Museum